# 温布里策拉代尔
温布里策拉代尔（荷兰语：Wymbritseradeel；西弗里斯兰语：Wymbritseradiel）是荷蘭的一個已經撤銷的市镇，位於荷蘭北部，屬於弗里斯蘭省。2011年，該社區被併入新設立的西南菲士蘭。

## 外部連結
维基共享资源上的相關多媒體資源：温布里策拉代尔
- Official website